# 影视系列作品虚构宇宙列表
这是一个影视作品虛構世界列表，包括一个系列之内的多部作品或跨越多个媒体的一个系列在同一个架空世界、假想的未来或虚构的过去，不包括当前现实世界可理解的或只存在于一个系列和媒介的作品世界。

## 影视作品系列
| 宇宙                     | 首部作品                | 时间      | 内容 | 来源  |
| ------------------------ | ----------------------- | --------- | --- | ----- |
| 星際大戰衍生宇宙         | 《星際大戰 IV：新希望》 | 1977-     | 涵盖所有官方授权的星球大战电影、电视、动画、漫画、小说、游戏、玩具的虚构背景。                                                               |       |
| 漫威电影宇宙             | 《鋼鐵人》              | 2008-     | 漫威影业电影、电视、动画、漫画系列。 | [ 1 ] |
| 漫威電影宇宙電視劇       | 《神盾局特工》          | 2013-     | 是建立在漫威电影宇宙的相关电视剧，與漫威电影宇宙系列电影處於共同的架空世界                                                                   |       |
| 索尼影業蜘蛛人宇宙       | 《猛毒》                | 2018-     | 索尼影業发行的漫威漫畫角色電影宇宙。 |       |
| DC擴展宇宙               | 《超人：鋼鐵英雄》      | 2013-     | 华纳兄弟制作的超级英雄系列包括蝙蝠俠、超人、和神奇女俠。                                                                                     | [ 2 ] |
| 綠箭宇宙                 | 《绿箭侠》              | 2012-     | 包括《绿箭侠》、《闪电侠》、《女超人》、《康斯坦汀》和《明日傳奇》。                                                                         |       |
| 環球怪物電影宇宙         | 《吸血鬼》              | 1931-1951 | 环球影业的恐怖片包括《吸血鬼》、《科学怪人》和《狼人》。                                                                                     | [ 3 ] |
| 闇黑宇宙                 | 《神鬼傳奇》            | 2017      | 環球怪物電影宇宙的失败重啟，仅上映一部电影后被取消。                                                                                         |       |
| 新·日本英雄宇宙          | 《正宗哥吉拉》          | 2022-     | 庵野秀明製作的三部特攝電影《正宗哥吉拉》、《新·超人力霸王》和《新·假面騎士》，以及動畫電影《福音戰士新劇場版：終》。                         |       |
| 東寶怪獸宇宙             | 《哥斯拉 (1954)》       | 1954-1975 | |       |
| 怪獸宇宙                 | 《哥斯拉 (2014)》       | 2014-     | 華納兄弟發行的怪兽电影包含《哥斯拉》和《金刚》系列。                                                                                         | [ 4 ] |
| 巴菲宇宙                 | 《吸血鬼猎人巴菲》      | 1997-     | 喬斯·溫登创作的电视系列《吸血鬼猎人巴菲》和《夜行天使》。                                                                                    | [ 5 ] |
| 星际迷航宇宙             | 《星際爭霸戰》          | 1966-     | 包括《星際爭霸戰》、《銀河飛龍》、《銀河前哨》、《重返地球》和《星艦前傳》。                                                                 |       |
| 神秘博士宇宙             | 《異世奇人》            | 1963-     | 主要包括《異世奇人》、《火炬木小组》、《珍姐科幻大冒險》和其他《異世奇人》衍生系列。                                                         |       |
| 終極宇宙                 | 《終極一班》            | 2005-     | |       |
| 厲陰宅宇宙               | 《厲陰宅》              | 2013-     | 《厲陰宅》系列、《安娜貝爾》系列、《鬼修女》、《扭曲人》。                                                                                   |       |
| Laughing哥宇宙           | 《學警狙擊》            | 2009-2011 | 2009年香港無綫電視劇《學警狙擊》、2009年邵氏電影《Laughing Gor之變節》、2011年無綫電視劇《潛行狙擊》及2011年邵氏電影《Laughing Gor之潛罪犯》 |       |
| 潘朵拉教授破案电视剧宇宙 | 《十二传说》            | 2019-     | 《十二传说》、《金宵大厦》两部無綫電視劇。                                                                                                   |       |
| 古惑仔電影宇宙           | 《古惑仔之人在江湖》    | 1996      | 香港漫畫古惑仔改編而成 |       |
| 《靚妹仔》               | 《靚妹仔》              | 1982-2013 | 《靚妹仔》、《微交少女》當中角色Peter (麥德和 饰)及Irene(溫碧霞 饰)，為相同世界觀的延續                                                      |       |
| 《王家欣》               | 《王家欣》              | 2015-2018 | 在《某日某月》片尾彩蛋中，同一導演劉偉恒作品《王家欣》中角色王家欣 (吳千語 饰)，來到同為1992年香港的《某日某月》世界觀中                     |       |
| 台視週日偶像劇宇宙       | 《王子變青蛙》          | 2005-     | 部分劇集有關聯，但不一定連貫 |       |
| 《我們與惡的距離》       | 《我們與惡的距離》      | 2019-2023 | 《人選之人—造浪者》中的新聞台與《我們與惡的距離》中主要場景的電視台是一樣的                                                                  |       |
| 中西式愛情故事           | 《羅密歐與祝英台》      | 2023      | 把中國民間愛情故事《梁山伯與祝英台》和莎士比亞所著之劇《羅密歐與茱麗葉》混合在香港科幻城市出現，並以槍戰作為主題                             |       |